# 聖職者服従法
1533年聖職者服従法（英：The Submission of the Clergy Act 1533）とは、1534年にイングランドで成立した法。国内の聖職者たちが王の同意無しに立法を行わないことが内容になっていた。
王妃キャサリン・オブ・アラゴンと離婚出来ず行き詰まっていたヘンリー8世は、ローマ教皇の許可を取らず自らの権限で離婚を決めることに心を傾け、1529年に召集した宗教改革議会の反聖職者感情を利用して教皇権と聖職者の特権を否定、王を頂点とする新たな教会の創設を目指した。こうして宗教改革が始まり、まず国内の聖職者たちを従えることを先決したヘンリー8世は1530年、離婚失敗の責任者トマス・ウルジーへかけた教皇尊信罪をイングランド国内の聖職者たちにも被せる荒業に出た。ウルジーの教皇特使の権限を認めたというのが根拠で、告発された聖職者会議は取り消しを願い出て王へ約12万ポンドを支払い、受け取った王は翌1531年に赦免して聖職者たちを屈服させた。
続いて王は1532年にも聖職者会議に圧力をかけた。王の側近トマス・クロムウェルが起草し、庶民院が提出した「教会裁判権に反対する庶民院の嘆願書」という王への請願は、教会が立法権を有し、王国と対立するような法を定めている問題を指摘していた。請願を受け取った王は聖職者会議へ送り、今後は王の同意無しに立法を行わないことを迫り、聖職者会議が抵抗すると態度を硬化、要求を呑ませ立法権放棄を表明した文書を提出させた（聖職者の服従）。議会も国内の司教からローマ教皇庁へ上納する初収入税を禁止する初収入税上納禁止法を可決、1533年の上告禁止法可決でイングランドのカトリック教会離脱が進んだ。翌1534年に制定されたのが聖職者服従法で、聖職者の服従を立法化したこの法で王は教会法の自由な解釈と国内聖職者の意向を無視した離婚が可能になった。
上告禁止法制定前後の1533年にヘンリー8世はキャサリンと離婚（婚姻の無効）してアン・ブーリンと再婚、1534年に聖職者服従法と同じく制定された第一継承法、反逆法、国王至上法でイングランドはカトリックから離脱してイングランド国教会が創設された。